# سوفي أكرمان
سوفي أكرمان (بالألمانية: Sophie Charlotte Ackermann )‏ (و. 1714 – 1792 م) هي ممثلة، وممثلة مسرحية ألمانية، ولدت في برلين، توفيت في هامبورغ، عن عمر يناهز 78 عاماً.